# Bella Block: Mord unterm Kreuz
Mord unterm Kreuz ist ein Kriminalfilm der Krimireihe Bella Block des Regisseurs Hans Steinbichler aus dem Jahr 2006. In der Hauptrolle verkörpert Hannelore Hoger die Hamburger Hauptkommissarin Bella Block, die in einem Mordfall zunächst in eine falsche Richtung ermittelt.

## Handlung
Der Priester Justus Bauernfeind ist ermordet worden. Bella Block scheint der Fall zunächst klar zu sein: Er wurde, bevor er mit einem Rosenkranz stranguliert wurde, zunächst ausgepeitscht. „Nicht erwiderte Liebe“, vermutet sie, als sie die Leiche das erste Mal zu sehen bekommt, nachdem seine Haushälterin die Polizei gerufen hat, bevor sie den Tatort zunächst mal „in Ordnung“ gebracht hat.
Im Laufe der Ermittlungen tritt jedoch ans Tageslicht, dass der Priester in den 1960er und 1980er Jahren wohl mehrere seiner ihm anvertrauten Schützlinge sowohl seelisch als auch körperlich misshandelt haben soll.
Bella Block, ansonsten eine mit viel Engagement ermittelnde Hauptkommissarin, legt in diesem Fall eine besondere Unlust an den Tag. Die Rückenschmerzen, an denen sie schon seit längerer Zeit leidet, vermiesen ihr die Stimmung. Als auch noch ihr Lebensgefährte Simon einen Beipackzettel der von ihr eingenommenen Tabletten liest, auf dem vermerkt ist, dass die Tabletten gegen Tumorschmerzen eingesetzt werden, kippt ihre Laune vollends um. Des Weiteren macht ihr zu schaffen, dass Simon sowieso aufs Ärgste enttäuscht ist, weil die beiden eigentlich eine gemeinsam zu beziehende Wohnung in Augenschein nehmen wollten.
Die Filmhandlung eröffnet zudem die Tatsache, dass Andreas Zeil, der 50-jährige Vorsitzende einer Selbsthilfegruppe misshandelter Heimkinder, seinerzeit unter den Erziehungsmethoden des Priesters zu leiden hatte und heute nur noch ein seelisches Wrack ist. Dann ist da ja noch die Haushälterin, die vor dem Erscheinen der Polizei sämtliche Hinweise und Spuren vernichtet hat, und dann ist auch noch Peter Schulte im Spiel, der von Bauernfeind schwer misshandelt wurde, dessen Taten er jedoch als „nicht der Rede wert“ abtut. Des Mordes an Bauernfeind Verdächtige gibt es entsprechend mehr als genug.

## Produktionsnotizen
Norbert Sauer produzierte für die UFA im Auftrag des ZDF. Gedreht wurde in Hamburg. Die Dreharbeiten begannen am 9. September 2005 und endeten am 14. Oktober desselben Jahres.

## Erscheinungstermin
Bella Block – Mord unterm Kreuz wurde am 25. November 2006 erstmals im ZDF ausgestrahlt.

## Kritiken
TV Spielfilm weist darauf hin, dass Bella Block – Mord unterm Kreuz im Jahr 2006 erschienen sei, also noch vor dem Bekanntwerden diverser Missbrauchsfälle in den katholischen Kirchen. Das Fazit der Programmzeitschrift lautet: „Katholischer Krimi mit skandinavischer Härte“.
Rainer Tittelbach resümiert: „Das Krimi-Kammerspiel ist düster & sperrig, wie man es von Arthaus-Regisseur Hans Steinbichler  [...] erwartet“. Weiterhin schreibt er: „Ein stark erzählter, gut gespielter ‚Bella-Block‘-Fall, der mit seiner fast schon plakativen Klerikal-Kritik (natürlich aus dem Munde der alles besser wissenden Bella Block) allerdings ein bisschen zu rustikal offene Türen einrennt.“